# Scienze dello spazio
Le scienze dello spazio sono i campi della scienza che concernono lo studio o l'utilizzazione dello spazio. Le branche di questa scienza sono numerose. Queste le principali:
- Astronomia
- Astrofisica
- Meccanica celeste
- Astrodinamica
- Planetologia
- Missioni spaziali

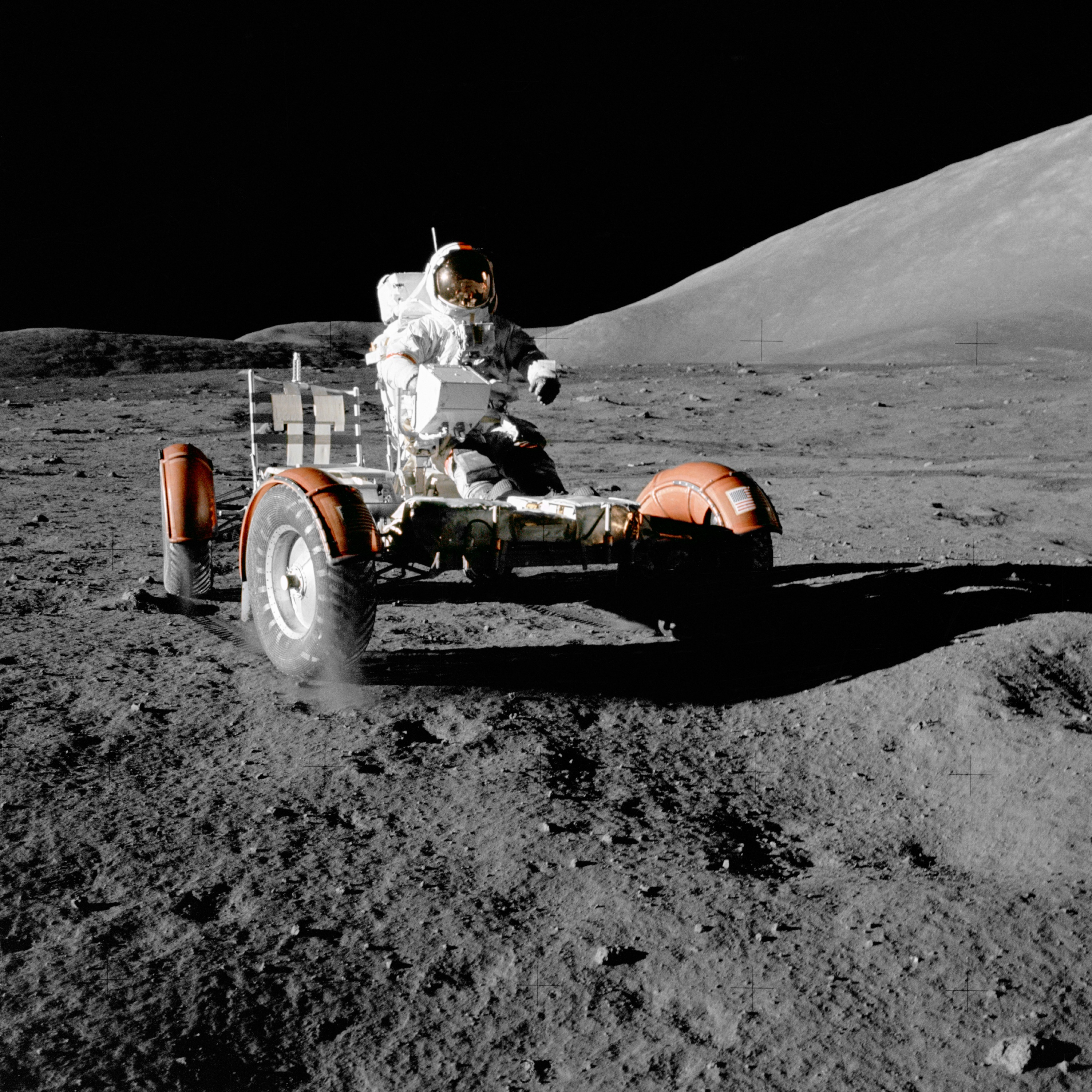
Rover lunare della missione Apollo 17.

Inoltre, le scienze dello spazio hanno effetti su molti altri campi, dalla biologia degli organismi negli ambienti spaziali alla geologia di altri corpi celesti e pianeti (esogeologia), fino alla fisica nucleare nello spazio interstellare e nelle stelle.